# Gadchiroli (dystrykt)
Gadchiroli (dystrykt) (marathi गडचिरोली जिल्हा, ang. Gadchiroli district) – jest jednym z trzydziestu pięciu dystryktów indyjskiego stanu Maharasztra i najdalej na wschód położonym. Zajmuje powierzchnię 14 412 km². 

## Położenie
Od zachodu granica z dystryktem Chandrapur przebiega na rzece Pranhita i Wainganga, a od  północy graniczy z dystryktami: Bhandara i Gondia. Od wschodu sąsiaduje ze stanem Chhattisgarh, 
a na południu ze stanem Andhra Pradesh.
Stolicą dystryktu jest miasto Gadchiroli.

## Rzeki
Rzeki przepływające przez obszar dystryktu :
- Bandia
- Dena
- Gadhvi
- Godavari
- Indravati
- Kathani
- Khobragadi
- Por
- Pranhita
- Wainganga
- Wardha